# Al-Muntasir
Al-Muntaṣir (in arabo أبو جعفر محمد المنتصر بالله‎?, Abū Jaʿfar Muḥammad, al-Muntaṣir bi-llāh) (Samarra, novembre 837 – Samarra, 7 giugno 862) fu il laqab del califfo abbaside che a Baghdad regnò dall'861 all'862. Il significato del laqab è Il reso vincitore da Dio.
Muḥammad ibn Jarīr al-Ṭabarī ricorda nei suoi Annali che nell'anno 236 dell'Egira (corrispondente all'850-851) al-Muntaṣir guidò il pellegrinaggio canonico. L'anno precedente, al-Mutawakkil aveva nominato i suoi tre figli eredi, indicando per primo proprio al-Muntaṣir ma questi, intimorito dalla concreta possibilità che il padre avesse preso a prediligere invece suo fratello al-Mu'tazz, ordì un complotto, trovando un facile complice ed esecutore nell'elemento militare turco che mirava sempre più a condizionare la vita pubblica e che aveva agevolato l'ascesa al trono proprio di al-Mutawakkil.
Per questo al-Muntaṣir decise di prevenire qualsiasi mutamento nell'ordine di successione dettato dal padre, facendolo assassinare da un soldato turco l'11 dicembre 861.
Al-Muntaṣir divenne così califfo in quella stessa giornata, pensando di usufruire dell'elemento turco e, in effetti, esso lo aiutò a eliminare dal gioco i suoi due fratelli, potenziali suoi nemici visto che era opinione comune che egli fosse stato il mandante dell'omicidio paterno. Al loro posto al-Muntaṣir nominò suo figlio wālī l-ʿahd e il 27 aprile 862 entrambi i fratelli, incarcerati, scrissero una lettera al fratello califfo in cui rinunciavano a ogni loro eventuale rivendicazione.
Al-Muntaṣir non proseguì la politica di decisa avversione nei confronti dell'elemento sciita, tanto che eliminò il divieto di effettuare pellegrinaggi alle tombe di al-Ḥasan e di al-Ḥusayn.
Dette anche ordini di riprendere l'offensiva contro i confini bizantini, inviando un esercito al comando di Waṣīf.
Al-Muntaṣir regnò però nemmeno un anno e, se le ragioni della sua morte rimangono sconosciute, si può pensare che ad essa non fossero estranei i Turchi dell'esercito califfale. Il 7 giugno 862 egli morì e Ṭabarī afferma che a dar notizia della sua morte fosse la madre, una schiava di origini greco-bizantine, che mantenne segreto il luogo dell'inumazione per timore che i suoi avversari potessero profanarne la tomba.
A lui succedette al-Mustaʿīn.